# زيارت (غرغان)
زيارت (بالفارسية: زیارت) هي قرية تقع في غلستان في إيران. يقدر عدد سكانها بـ 1,964 نسمة .